# Torneo de Tashkent 2012
El Tashkent Open 2012 fue un torneo de tenis. Pertenece al WTA Tour 2012 en la categoría WTA International. El torneo tuvo lugar en la ciudad de Tashkent, Uzbekistán, desde el 10 de septiembre hasta el 15 de septiembre de 2012 sobre canchas duras.

## Cabezas de serie
| Tenista              | Ranking | No. |
| Monica Niculescu     | 33      | 1   |
| Urszula Radwanska    | 43      | 2   |
| Alizé Cornet         | 50      | 3   |
| Magdalena Rybarikova | 66      | 4   |
| Alexandra Cadantu    | 68      | 5   |
| Bojana Jovanovski    | 72      | 6   |
| Alexandra Panova     | 76      | 7   |
| Galina Voskoboeva    | 80      | 8   |

- Los cabezas de serie, están basados en el ranking ATP del 10 de septiembre de 2012.

## Campeonas

### Individual Femenino
Irina-Camelia Begu venció a  Donna Vekić 6-4 6-4

### Dobles Femenino
Paula Kania /  Polina Pekhova vencieron a  Anna Chakvetadze /  Vesna Dolonc 6-2 0-0retiro